# Hans Peters (directeur artistique)
Pour les articles homonymes, voir Hans Peters et Peters.
Hans Peters, né le 23 juillet 1894 à Hambourg (Allemagne) et mort le 29 septembre 1976 en Californie, est un directeur artistique anglais.

## Carrière
Il commence sa carrière à la 20th Century Fox de 1935 à 1940, passe à RKO en 1943, puis rejoint la Metro-Goldwin-Mayer de 1944 jusqu'à sa retraite. En 1959, il est directeur artistique de la MGM par intérim pendant près d'un an, de la mort de William Horning à l'arrivée de George Davis dont il devient l'assistant.
Il a été nommé pour 5 Oscars dans la catégorie "meilleurs décors" :
- en 1946 pour Le Portrait de Dorian Gray
- en 1951 pour Le Danube rouge
- en 1954 pour Les chevaliers de la table ronde
- en 1957 pour La Vie passionnée de Vincent Van Gogh
- en 1965 pour Les Jeux de l'amour et de la guerre

## Filmographie

### Au cinéma
- 1934 : Hell in the Heavens
- 1935 : Dressed to thrill
- 1936 : Les Chemins de la gloire (The Road to Glory)
- 1936 : Quatre Femmes à la recherche du bonheur (Ladies in love) (directeur artistique associé)
- 1936 : Le Roi du burlesque
- 1936 : C'était inévitable
- 1936 : Le Chant des cloches
- 1936 : Dortoir de jeunes filles (Girls Dormitory) de Irving Cummings
- 1936 : Parade du football (Pigskin Parade)
- 1936 : Saint-Louis Blues (Banjo on my knee)
- 1937 : Nancy Steele a disparu (Nancy Steele Is Missing!) de George Marshall
- 1937 : Un taxi dans la nuit (Midnight Taxi)
- 1937 : Café métropole
- 1937 : Le Dernier Négrier (Slave ship)
- 1937 : Les as du stade (Life begins in college)
- 1937 : Heidi la sauvageonne
- 1938 : La Baronne et son valet
- 1938 : Mam'zelle vedette (Rebecca of Sunnybrook Farm)
- 1938 : Trois Souris aveugles (Three Blind Mice) de William A. Seiter
- 1938 : Adieu pour toujours (Always goodbye)
- 1938 : Little Miss Broadway
- 1938 : Hold that Co-ed
- 1938 : Patrouille en mer (Submarine patrol)
- 1939 : Petite Princesse
- 1939 : Le chien des Baskerville
- 1939 : La Fille du nord
- 1939 : Les Aventures de Sherlock Holmes
- 1940 : The Man I Married
- 1941 : L'Or du ciel
- 1943 : Le Triomphe de Tarzan
- 1943 : Le Cabaret des étoiles
- 1943 : So This Is Washington
- 1943 : Le Mystère de Tarzan
- 1944 : Tendre Symphonie
- 1945 : Frisson d'amour (Thrill of a Romance)
- 1945 : Le Portrait de Dorian Gray (The Picture of Dorian Gray)
- 1946 : Twice blessed
- 1946 : Les Vertes Années
- 1946 : Ève éternelle (Easy to Wed)
- 1947 : Au carrefour du siècle
- 1947 : Song of love
- 1947 : Quand vient l'hiver
- 1948 : Acte de violence
- 1949 : Passion fatale
- 1949 : Incident de frontière (Border Incident)
- 1949 : Le Danube rouge (The Red Danube)
- 1949 : Bastogne
- 1950 : La Clé sous la porte
- 1950 : Kim
- 1951 : Strictly Dishonorable
- 1951 : La Charge victorieuse (The red Badge of Courage)
- 1952 : Scaramouche
- 1952 : L'Étoile du destin (Lone Star)
- 1952 : Le Prisonnier de Zenda
- 1953 : Les Chevaliers de la Table ronde (Knights of the Round Table)
- 1953 : Le Joyeux Prisonnier
- 1953 : Drôle de meurtre
- 1954 : Sur la trace du crime
- 1955 : Les Contrebandiers de Moonfleet (Moonfleet)
- 1955 : L'Aventure fantastique (Many Rivers to Cross)
- 1956 : Diane de Poitiers
- 1956 : La haute société
- 1956 : Les Grands de ce monde
- 1956 : La Vie passionnée de Vincent Van Gogh (Lust for Life)
- 1957 : Slander
- 1957 : Man on Fire
- 1957 : Contrebande au Caire
- 1958 : Jeunesse droguée
- 1959 : Tout commença par un baiser
- 1959 : Le témoin doit être assassiné
- 1959 : Girls town
- 1959 : Tarzan, l'homme singe
- 1959 : Cargaison dangereuse (The Wreck of the Mary Deare)
- 1959 : La Proie des vautours
- 1959 : Quand la terre brûle
- 1960 : Ne mangez pas les marguerites (Please Don't Eat the Daisies)
- 1961 : Les lauriers sont coupés
- 1961 : L'Américaine et l'Amour
- 1962 : Garçonnière pour quatre
- 1963 : Un homme doit mourir
- 1964 : Les Jeux de l'amour et de la guerre (The Americanization of Emily)

### A la télévision
- 1957-1959 : Monsieur et Madame détective (25 épisodes)
- 1959 : Union Pacific (1 épisode)
- 1959 : One Step Beyond (2 épisodes)
- 1959 : The lawless years (3 épisodes)
- 1960 : The best of the Post (1 épisode)